# Суоненйокі
Су́оненйокі (фін. Suonenjoki)  — місто в провінції Північна Савонія у Фінляндії.
Населення  — 7457 осіб (2014), площа  — 862,33 км², водяне дзеркало  — 148,78 км², щільність населення  — 10,45 осіб/км².